# Nolan Yonkman
Nolan Yonkman (* 1. April 1981 in Punnichy, Saskatchewan) ist ein ehemaliger kanadischer Eishockeyspieler und -trainer, der im Verlauf seiner aktiven Karriere zwischen 1996 und 2019 unter anderem 76 Spiele für die Washington Capitals, Phoenix Coyotes, Florida Panthers und Anaheim Ducks in der National Hockey League (NHL) auf der Position des Verteidigers bestritten hat. Zudem absolvierte Yonkman, der nach seinem Karriereende als Trainer tätig wurde, weitere 782 Partien in der American Hockey League (AHL).

## Karriere
Nolan Yonkman begann seine Karriere als Eishockeyspieler in der kanadischen Juniorenliga Western Hockey League (WHL), in der er von 1996 bis 2001 für die Kelowna Rockets und Brandon Wheat Kings aktiv war. In diesem Zeitraum wurde er im NHL Entry Draft 1999 in der zweiten Runde als insgesamt 37. Spieler von den Washington Capitals ausgewählt. Für deren Farmteam Portland Pirates spielte der Verteidiger von 2001 bis 2005 in der American Hockey League (AHL), wobei er ab 2002 aufgrund mehrerer schwerer Knieverletzungen einen Großteil der Spiele verpasste. In seinen ersten vier Jahren im Franchise der Washington Capitals kam er nur zu insgesamt zwölf Einsätzen in der National Hockey League (NHL). Erst in der Saison 2005/06 erhielt er mehr Eiszeit in der NHL, als er in 38 Spielen für Washington sieben Tore vorbereitete. Parallel bestritt er sechs Spiele für Washingtons neues AHL-Farmteam Hershey Bears.
Im Juli 2006 unterschrieb Yonkman einen Vertrag als Free Agent bei den Nashville Predators, spielte jedoch in den folgenden vier Jahren ausschließlich für deren AHL-Farmteam Milwaukee Admirals, bei denen er von 2007 bis 2010 Mannschaftskapitän war. Im Juli 2010 wechselte der Kanadier zu den Phoenix Coyotes, für die er in der Saison 2010/11 in 16 NHL-Spielen ein Tor vorbereitete. Den Großteil der Spielzeit verbrachte er allerdings bei deren AHL-Farmteam San Antonio Rampage. Im Juli 2011 erhielt er einen Vertrag als Free Agent bei den Florida Panthers, welche ihn in den folgenden drei Spieljahre vorwiegend im Farmteam bei den San Antonio Rampage einsetzten. Im Juli 2013 unterzeichnete der Kanadier einen Einjahresvertrag bei den Anaheim Ducks.
Dieser wurde im Sommer 2014 nicht verlängert, sodass sich Yonkman dem Trainingslager der Calgary Flames anschloss, sich dort in der Saisonvorbereitung allerdings nicht durchsetzen konnte und in der Folge von deren Farmteam, den Adirondack Flames, fest verpflichtet wurde. Dort fungierte er – wie auch schon in Milwaukee und San Antonio – als Mannschaftskapitän. Nach einem Jahr in Adirondack verließ Yonkman erstmals Nordamerika und schloss sich im Mai 2015 JYP Jyväskylä aus der finnischen Liiga an. Im Frühjahr 2018 gewann er mit JYP die Champions Hockey League und beendete im darauffolgenden Jahr im Alter von 38 Jahren seine aktive Karriere. Zur Saison 2021/22 wurde der Kanadier von den Iowa Wild aus der AHL als Assistenztrainer verpflichtet. Dieses Amt führte er zwei Jahre bis zum Sommer 2023 aus.

## Erfolge und Auszeichnungen
- 1999 Teilnahme am CHL Top Prospects Game
- 2018 Champions-Hockey-League-Gewinn mit JYP Jyväskylä

## Karrierestatistik
(Legende zur Spielerstatistik: Sp oder GP = absolvierte Spiele; T oder G = erzielte Tore; V oder A = erzielte Assists; Pkt oder Pts = erzielte Scorerpunkte; SM oder PIM = erhaltene Strafminuten; +/− = Plus/Minus-Bilanz; PP = erzielte Überzahltore; SH = erzielte Unterzahltore; GW = erzielte Siegtore; 1 Play-downs/Relegation; Kursiv: Statistik nicht vollständig)